# Paisaje protegido de la Rambla de Castro
El paisaje protegido de la Rambla de Castro es un espacio protegido localizado en el municipio de Los Realejos, al norte de Tenerife (Canarias, España).

## Descripción
Se trata de un espacio natural protegido de 45,9 hectáreas compuesto por un enclave de gran valor paisajístico donde convive un destacado palmeral de palmeras canarias (Phoenix canariensis) con algunos ejemplares de drago (Dracaena draco), junto a otras especies vegetales y animales, especialmente aves.
Toda la superficie del espacio es declarada área de sensibilidad ecológica prolongándose esta fuera del espacio y sobre los terrenos contiguos al mismo por el sur.
Culturalmente destacan algunas edificaciones como:
- La Casona de los Castro, antigua casa del siglo XVI de la familia que era propietaria del lugar y de sus explotaciones. Hoy en día se encuentra bajo restauración con el fin de acoger un centro de visitantes.
- La Ermita de San Pedro, construida en el siglo XVI y reformada en el siglo XVIII, que alberga la imagen del Apóstol, talla completa del barroco isleño.
- El Fortín de San Fernando, una fortaleza defensiva que fue construida a finales del siglo XVIII y que en 1808 contaba con una tronera compuesta por cinco cañones (de los que actualmente se siguen conservando tres), colocados por Agustín de Bethencourt y Castro. Su construcción se debió principalmente al estado de inseguridad que reinaba en las aguas costeras, por la presencia de piratas que asaltaban las embarcaciones que partían de las islas rumbo a la península.

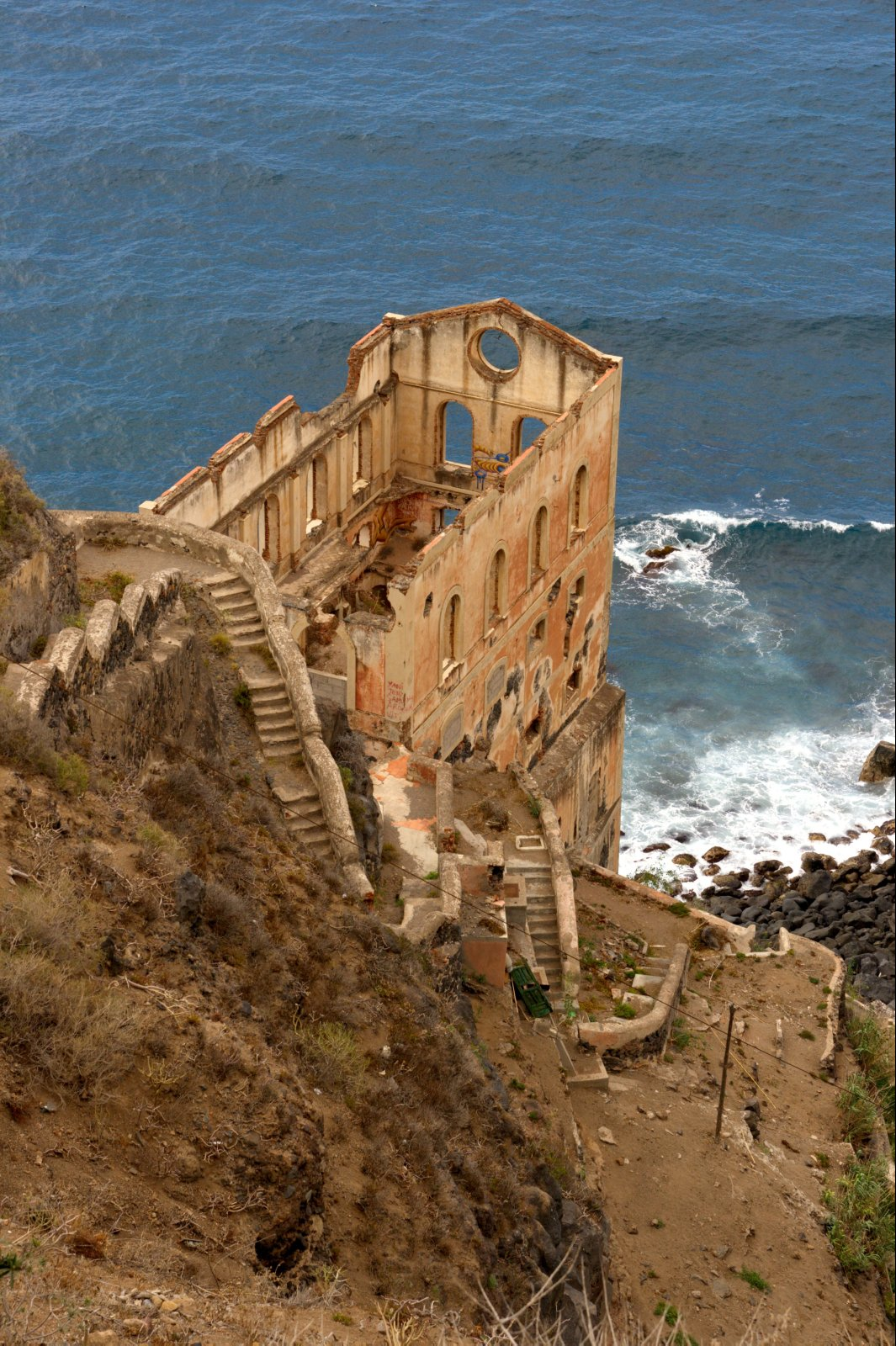
Ruinas del elevador de aguas.

- El Elevador de Aguas de Gordejuela, una antigua estación de bombeo hidráulica en ruinas que se divisa desde la mansión de los Castro hacia el este y desde otras muchas zonas de este paraje natural. Esta industria fue construida en 1903 por la casa Hamilton. Se trata de una obra que marcó un hito en su tiempo por lo complicado de la orografía del terreno y por haberse instalado en su interior la primera máquina de vapor de la isla de Tenerife. Su objetivo era utilizar las aguas que nacen en Gordejuela para dar fuerza motriz a un molino harinero, y elevarlas hasta las zonas de cultivo del plátano en el valle de la Orotava.[2]

## Geología

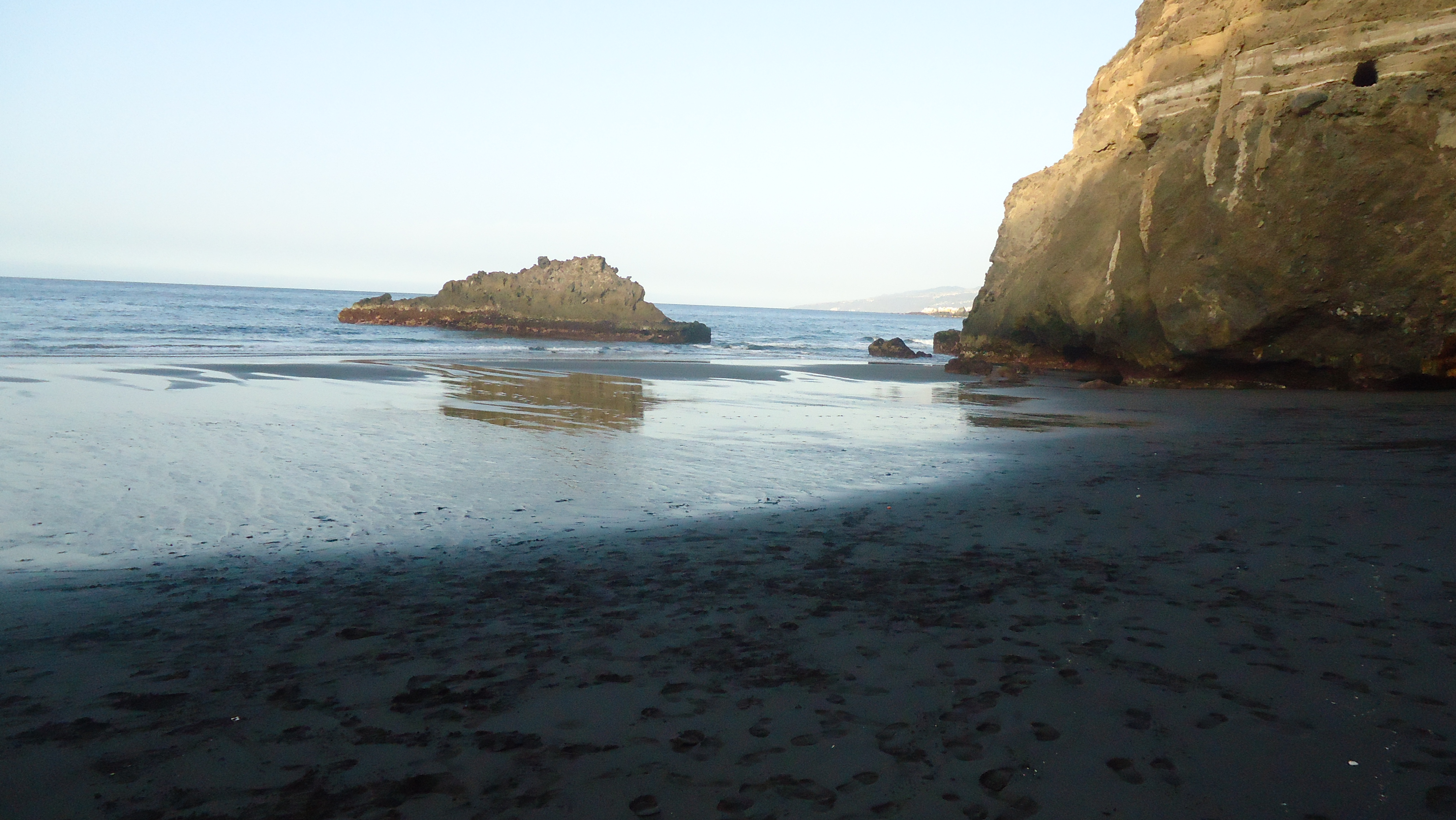
Piedra del Camello.

Este paisaje protegido está compuesto por escarpados acantilados costeros que han sido originados por el apilamiento de coladas y su posterior desmantelamiento por erosión. Principalmente predominan los materiales basálticos de la Serie II, junto con algunas zonas de aglomerado y otras de depósitos sedimentarios. Destacan paisajísticamente los múltiples roques que se pueden encontrar junto a la costa, como los Roques del Burgado o el Roque del Camello.

## Flora

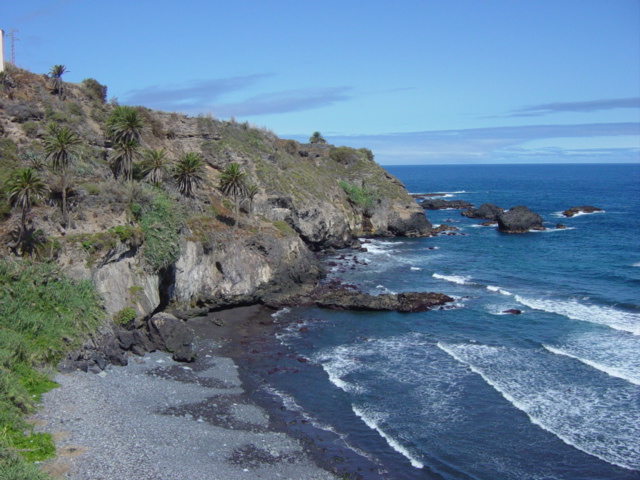
Costa de la Rambla de Castro.

Cuenta con poblaciones catalogadas como especies protegidas de la flora endémica de Canarias y especies de interés comunitario en el marco de la normativa de la Unión Europea. Este enclave natural muestra una buena representación del Tabaibal-Cardonal. Además destaca una importante población de palmeras (Phoenix canariensis) de interés científico especial, acompañadas por tarajales (Tamarix canariensis), tajinastes (Echium giganteum), orobales (Whitania aristata) y hierbamora (Bosea yerbamora).

## Fauna

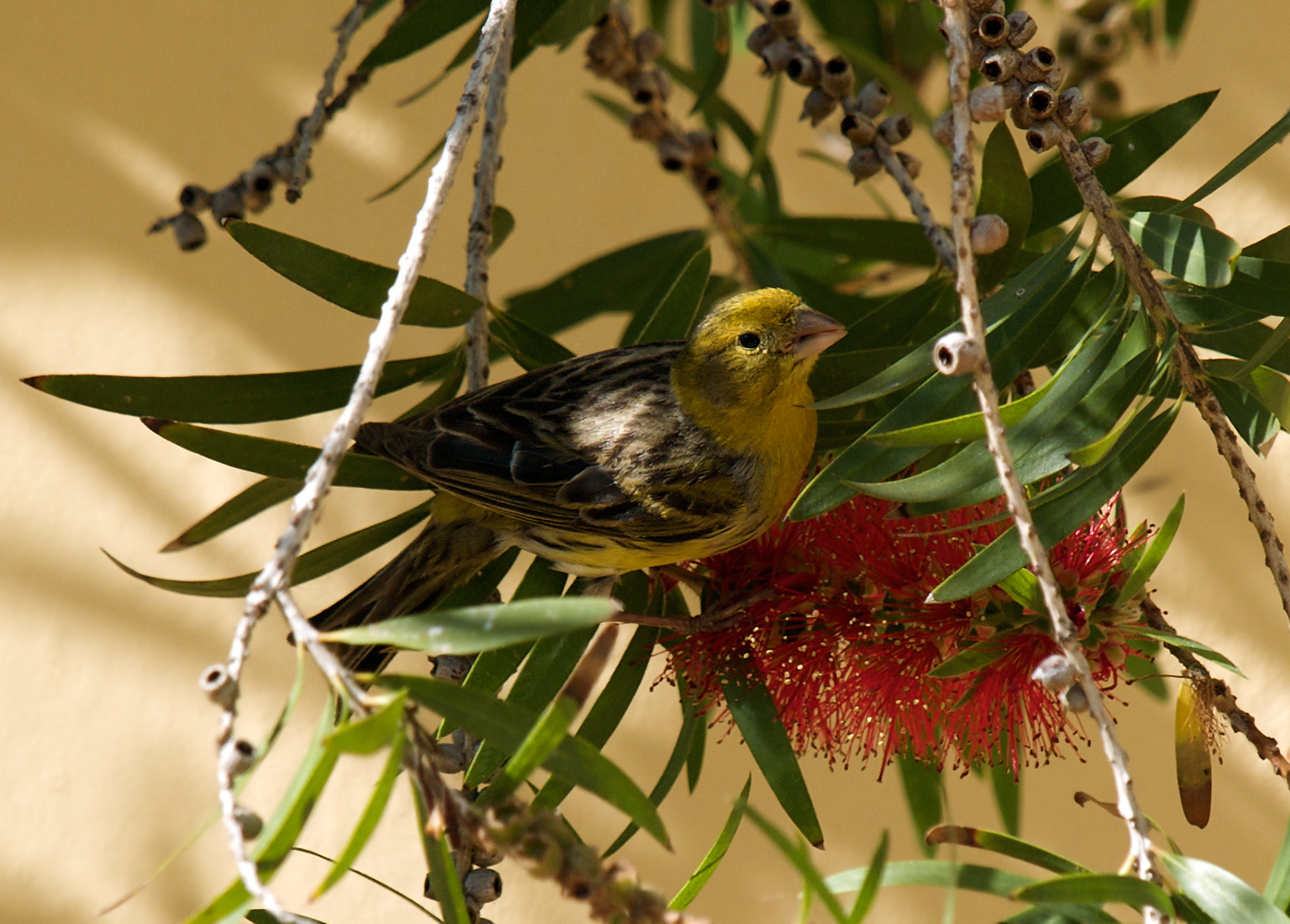
Canario.

Entre la fauna, se puede encontrar al lagarto tizón (Gallotia galloti), la lisa (Chalcides viridanus) o aves como la pardela cenicienta (Calonectris diomedea), especie considerada como “amenazada” y calificada como “de interés especial” en el Catálogo Nacional de Especies Amenazadas, la cual nidifica en las paredes de los acantilados e islotes. La mayor parte de la avifauna nidificante en la Rambla de Castro es endémica a nivel subespecífico y supone el exponente más claro de adaptación al medio natural de la isla de Tenerife y de la evolución de cada especie. Incluye zonas de importancia vital para determinadas fases de la biología de las especies animales, tales como áreas de reproducción y cría de la pardela cenicienta.

## Visitantes ilustres
Por sus senderos pasearon poetas y viajeros ilustres que la describieron con los mayores elogios. Fue para Sabino Berthelot, que la visitó en 1825, “los jardines de Armida sin necesidad de la mano del hombre”. Para Jules Leclercq, que tuvo la oportunidad de conocerla a finales del siglo XIX, “las palmeras de la Rambla de Castro le hicieron soñar con encontrarse en la célebre Alameda de Río de Janeiro, y sus grutas le trajeron recuerdos clásicos de la isla de Calypso”. Jean Mascart, astrónomo del Observatorio de París, que visitó la isla en 1909, la describió como “el Edén que se extiende hasta las olas del mar”, y José de Viera y Clavijo, ilustre polígrafo nacido en Los Realejos, dijo de ella en 1773, en su Historia de las Islas Canarias, que era “una hacienda deliciosa de terreno amenísimo”. Según Benigno Carballo Wangüemert, “no hay entre la Orotava e Icod un rincón más admirable y más hermoso que éste. Los viajeros que pasan por allí, forzosamente han de detenerse a contemplarlo desde un balcón natural que forma la misma carretera. Sin embargo, desde esta altura, no es posible imaginar que abajo exista un verdadero paraíso terrenal”. El arquitecto francés Adolphe Coquet también plasmaría sus impresiones sobre la Rambla en su obra Une excursion aux îles Canaries, definiéndola como “una bonita villa rodeada de palmeras y cuyos jardines, regados por manantiales que salen de las rocas cercanas, siguen los mil vericuetos de las grietas en las que, de alguna manera, están suspendidos”.

## Galería

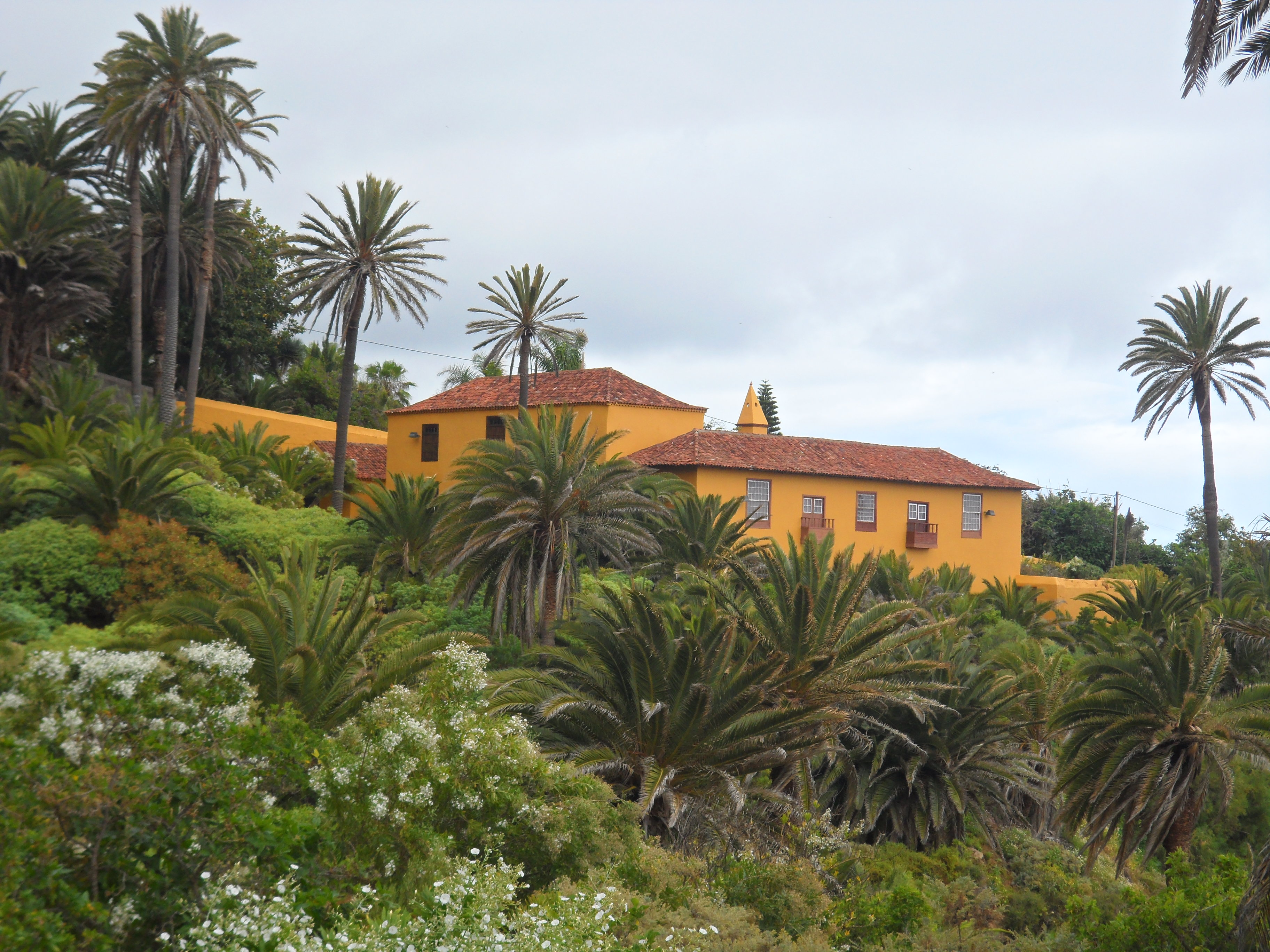
La Gran Casona en La Rambla de Castro.
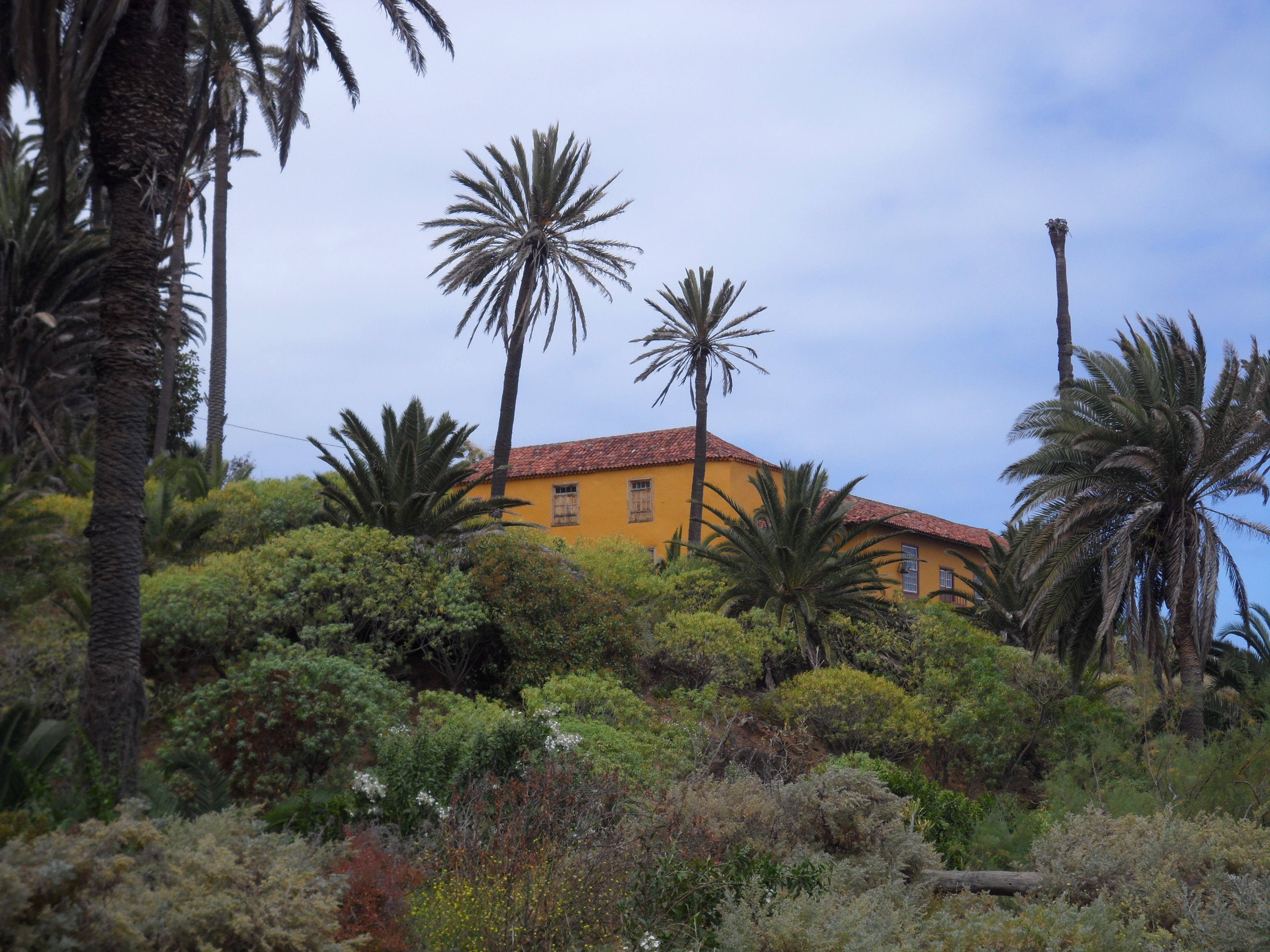
Paisaje de La Rambla de Castro con palmeral alrededor de La Gran Casona.
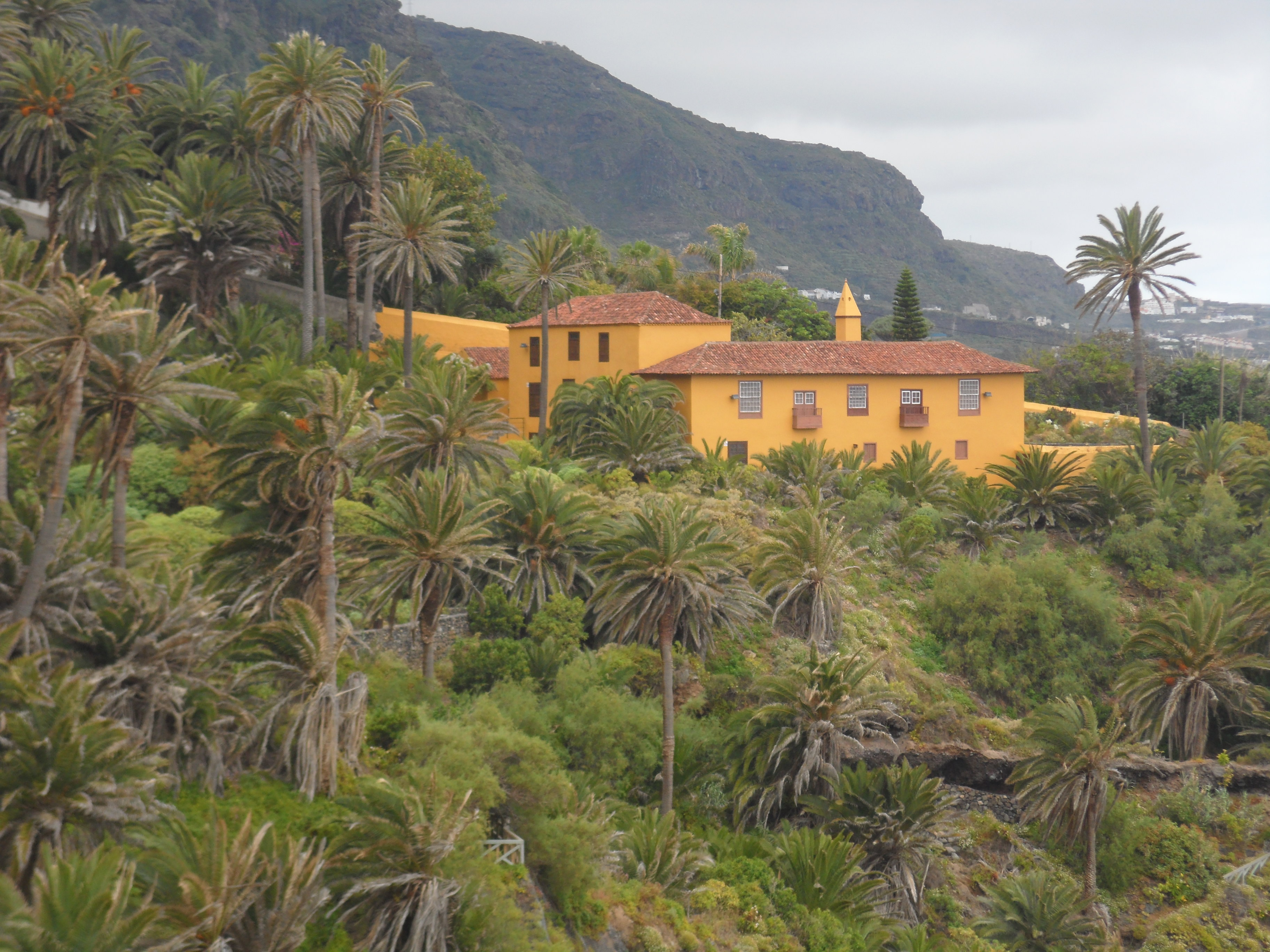
El Palmeral junto a La Gran Casona dentro del Paisaje Protegido de la Rambla de Castro.
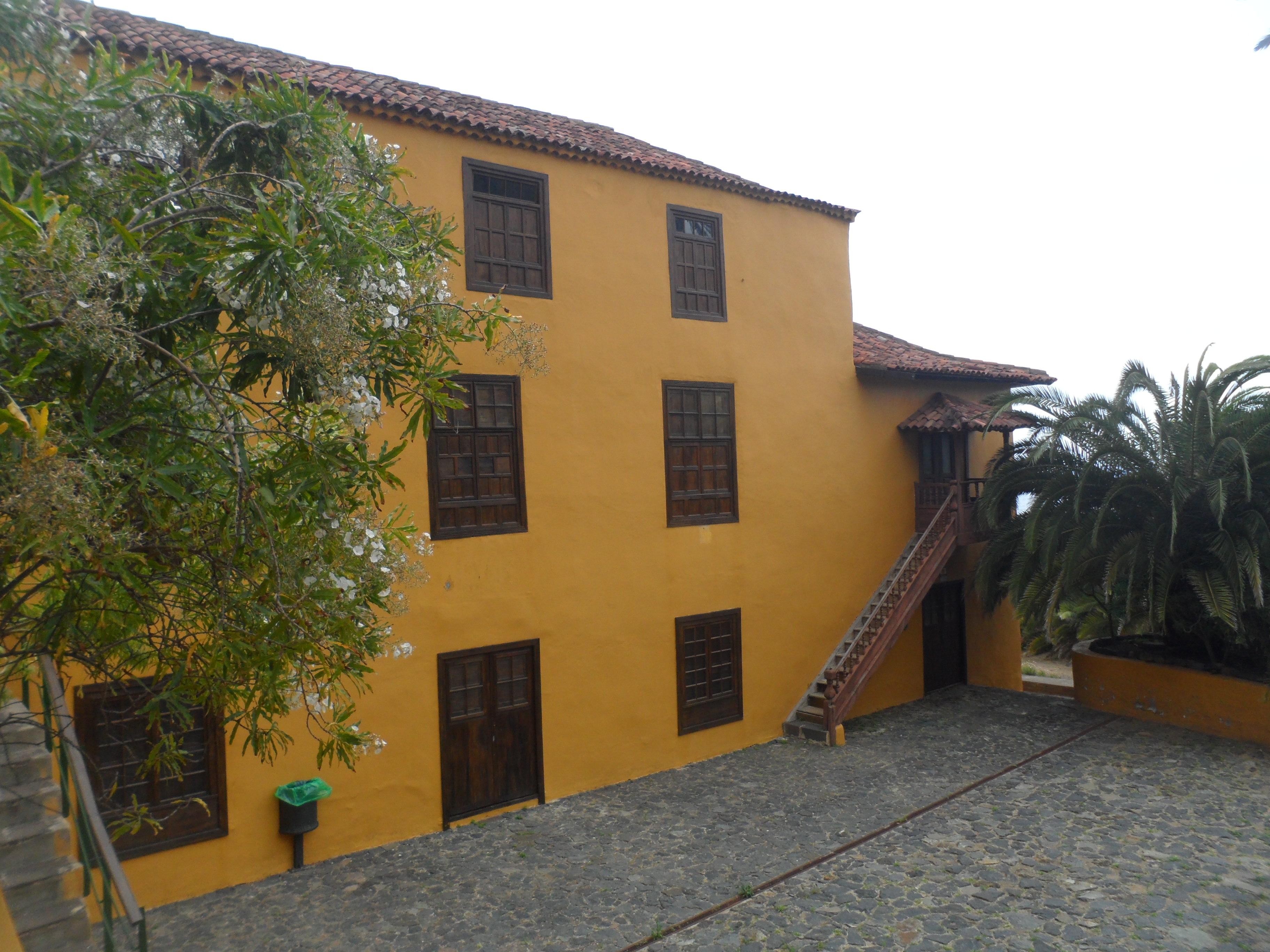
Un lateral de La Gran Casona de La Rambla de Castro.
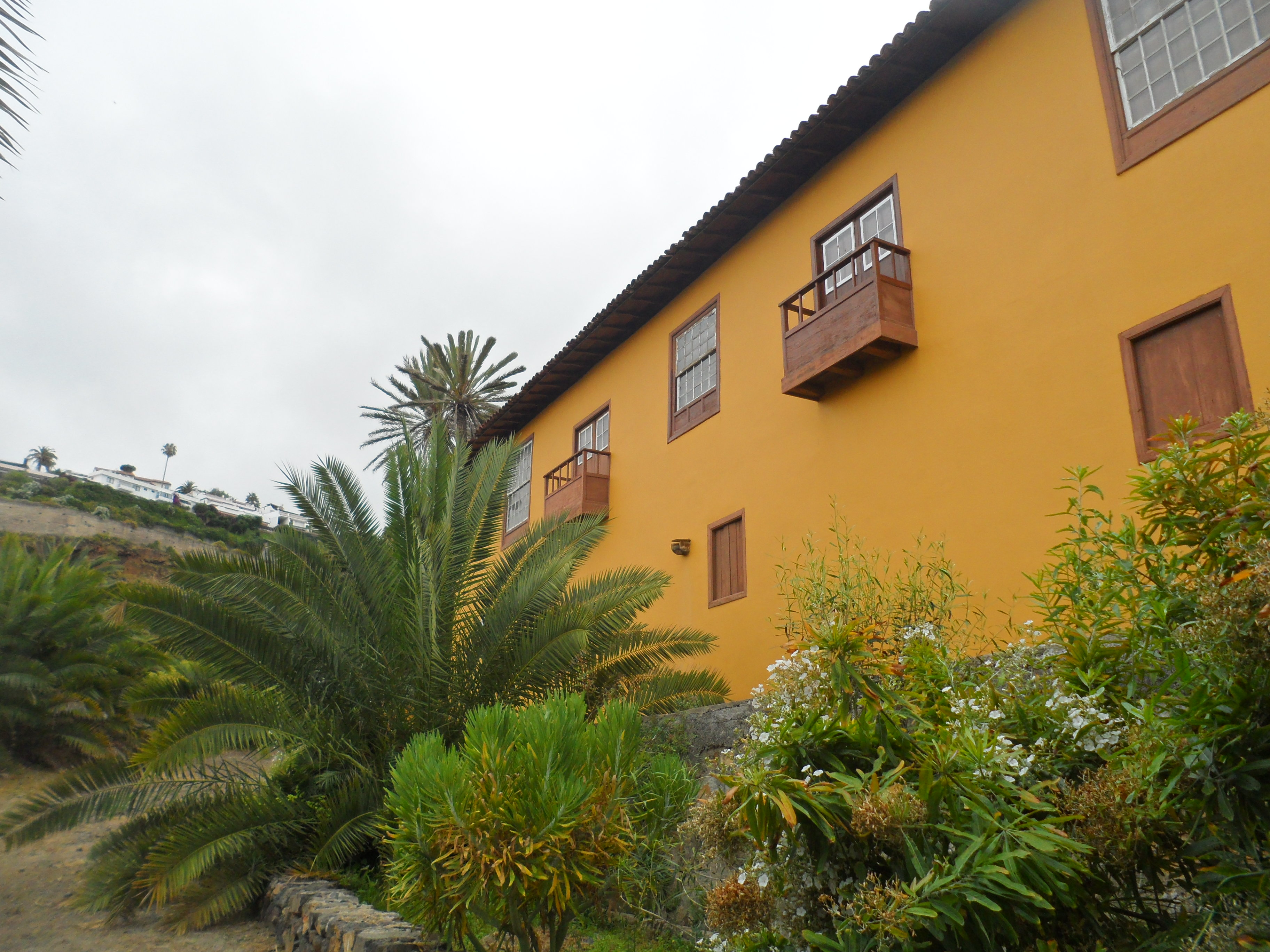
Otro lateral de La Gran Casona de La Rambla de Castro.
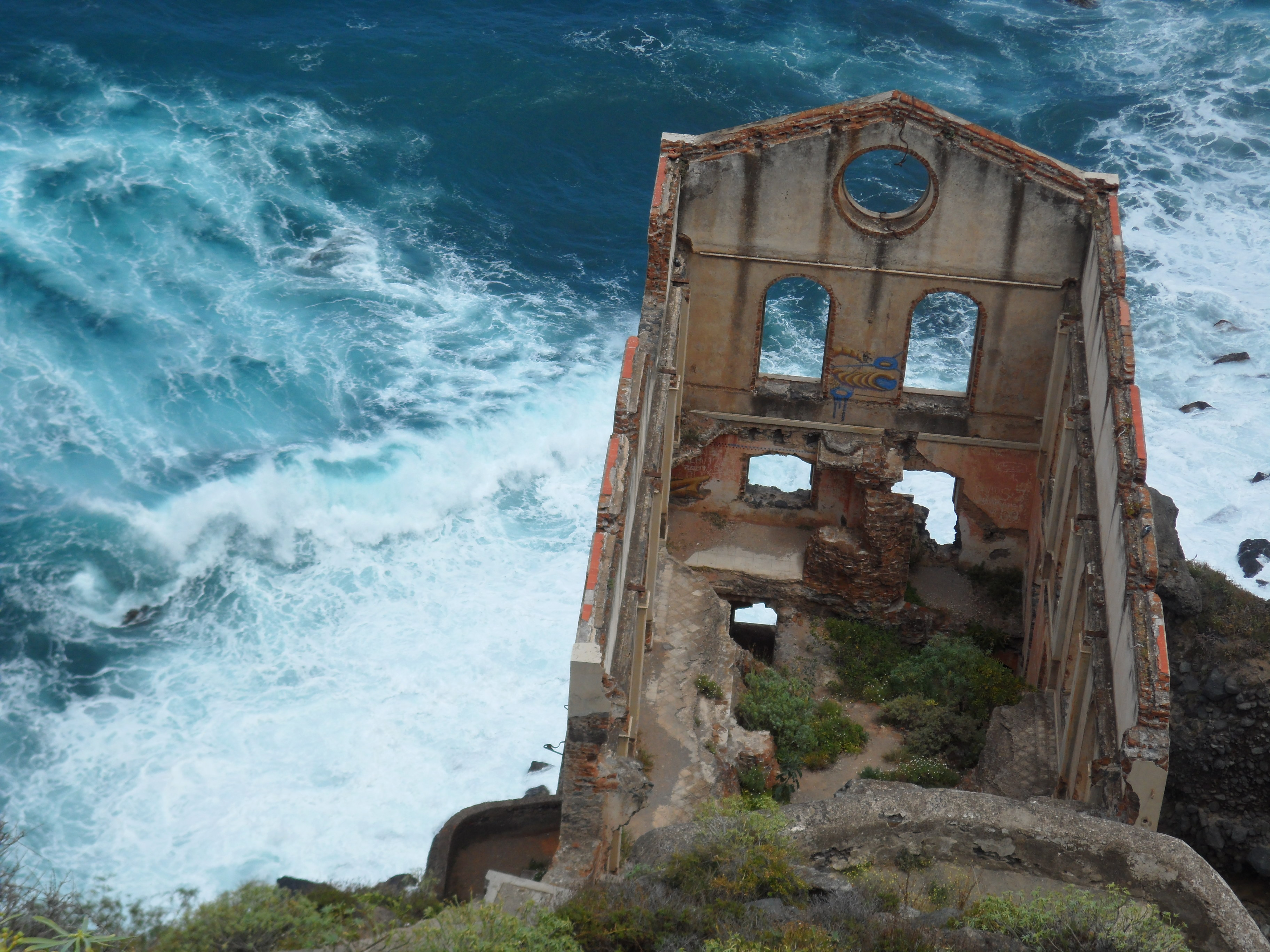
Las ruinas del elevador de aguas de Gordejuelas. Dentro del Paisaje Protegido de la Rambla de Castro.
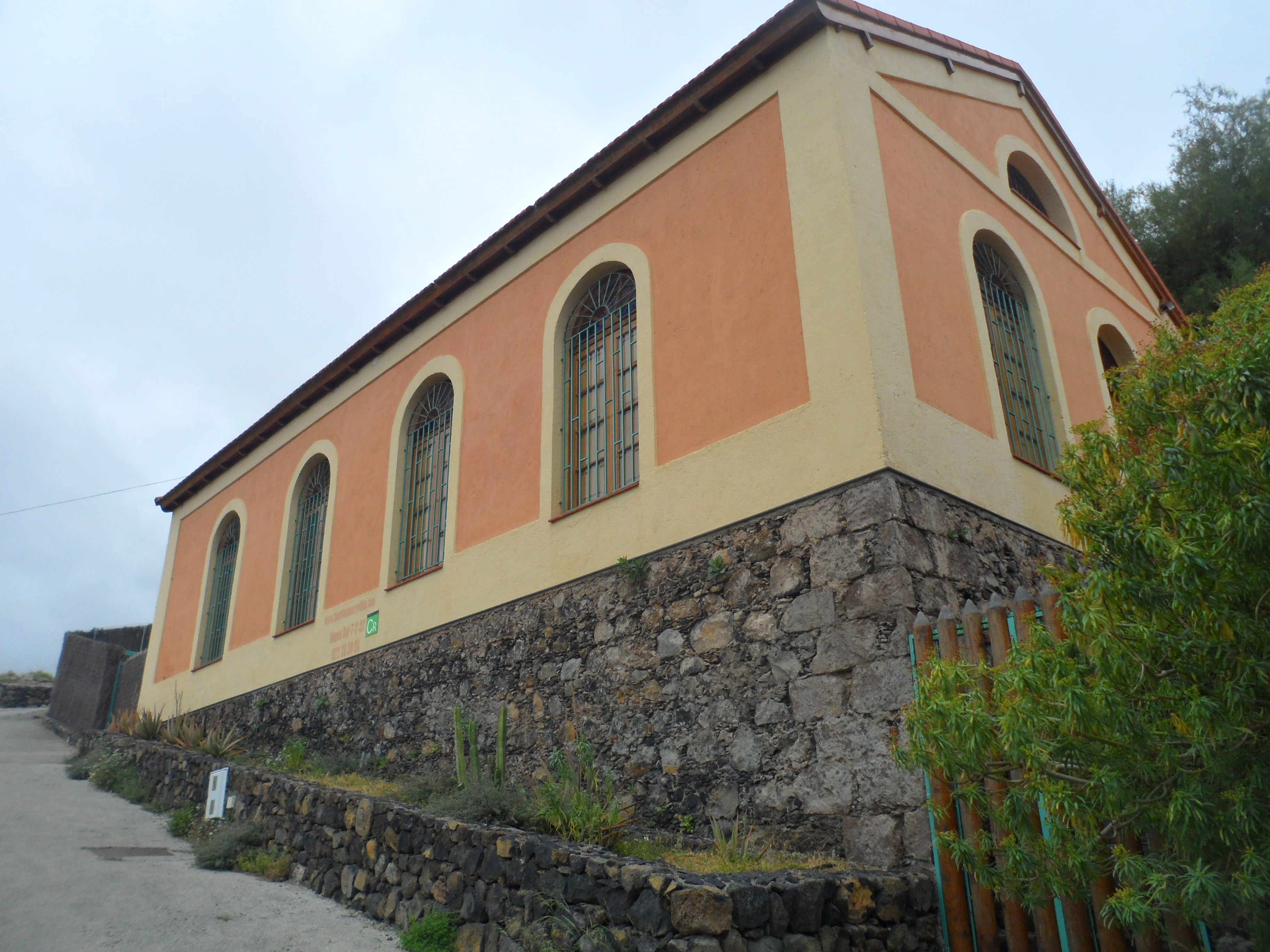
Estación bombeo de agua nueva edificación de 1.905 recordando a la antigua Gordejuela.
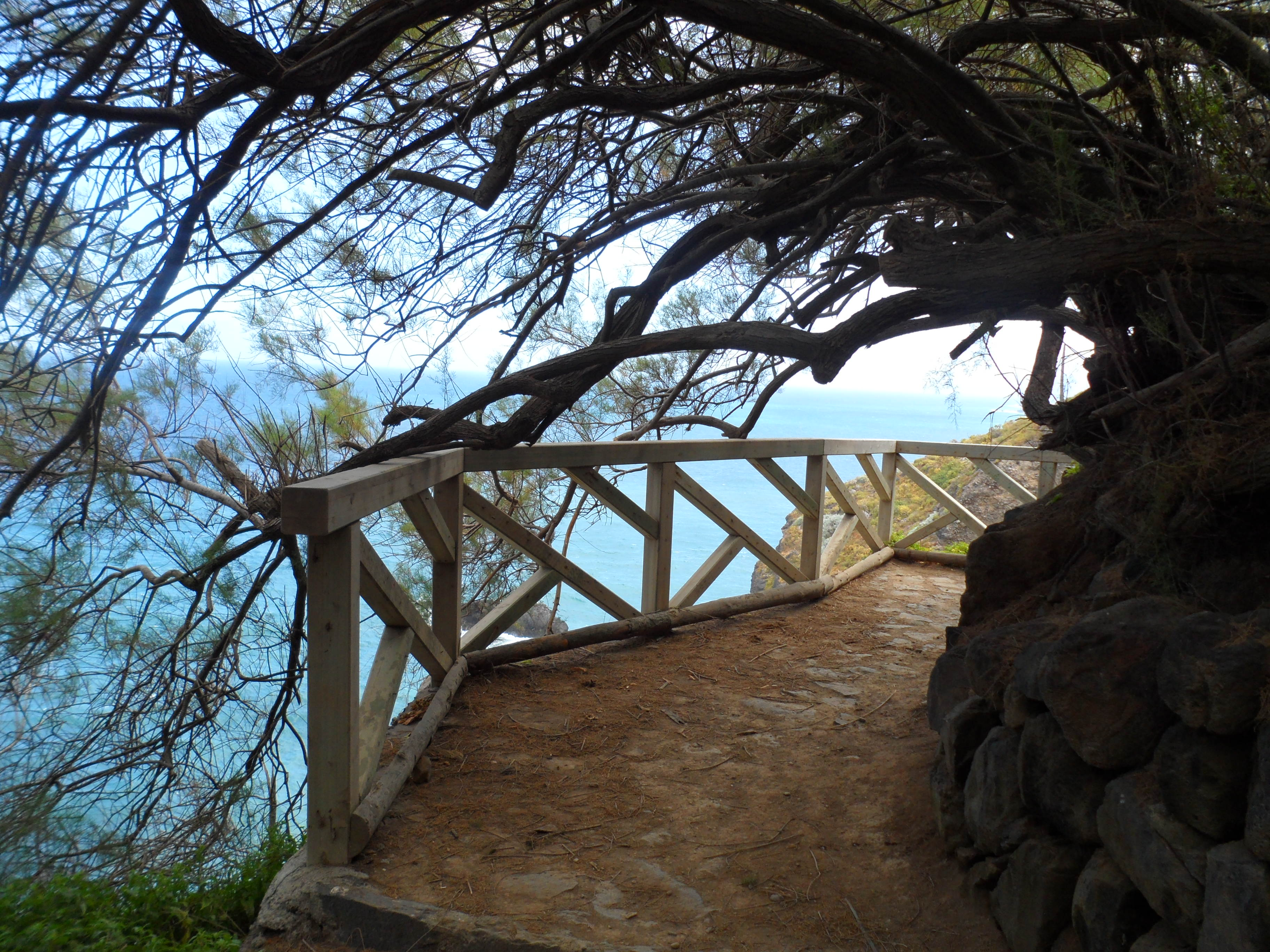
Un balcón hacia el Atlántico en el Paisaje Protegido de la Rambla de Castro, sobre el Roque del Camello.
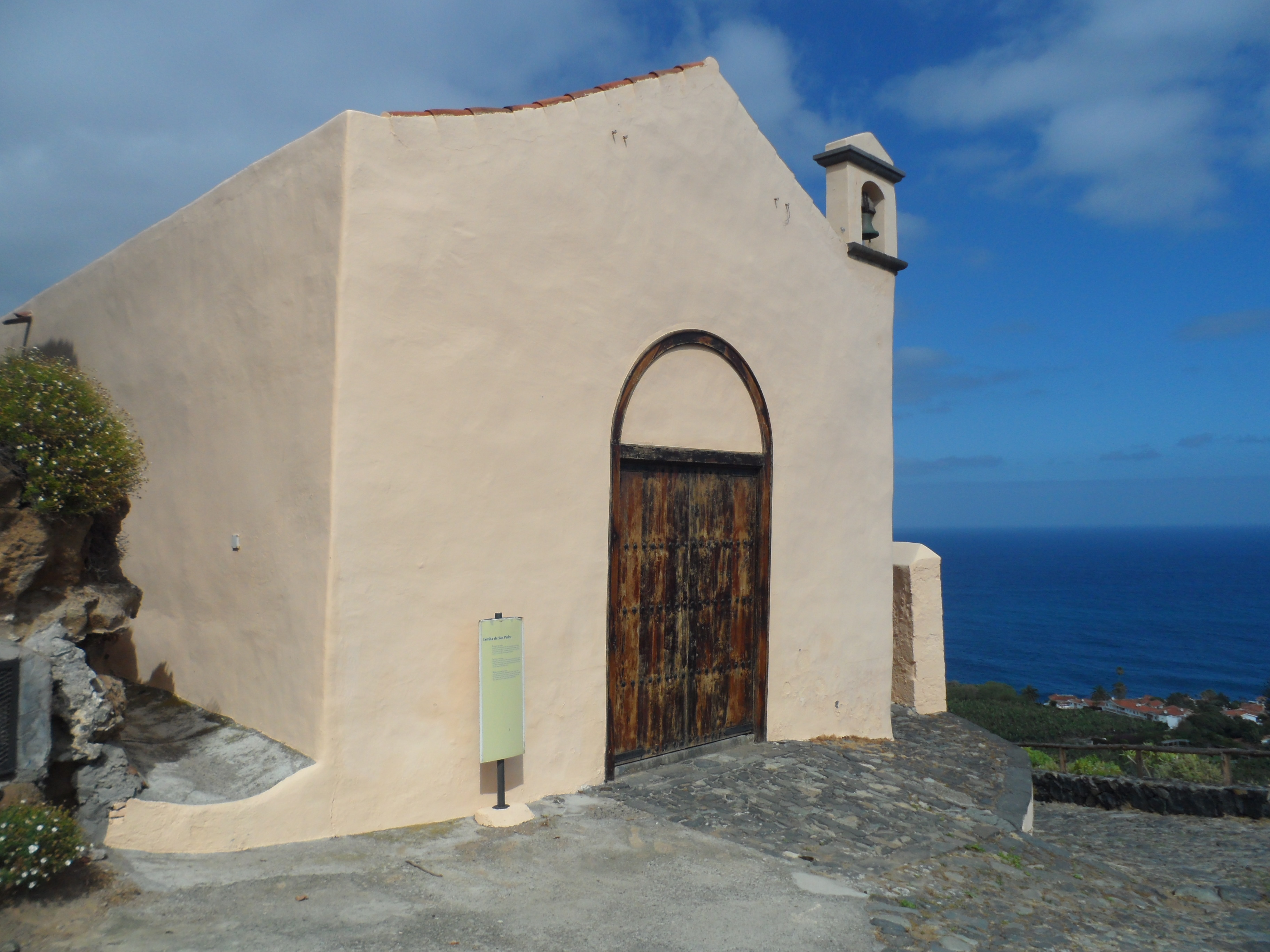
Ermita de San Pedro, en la Rambla de Castro.
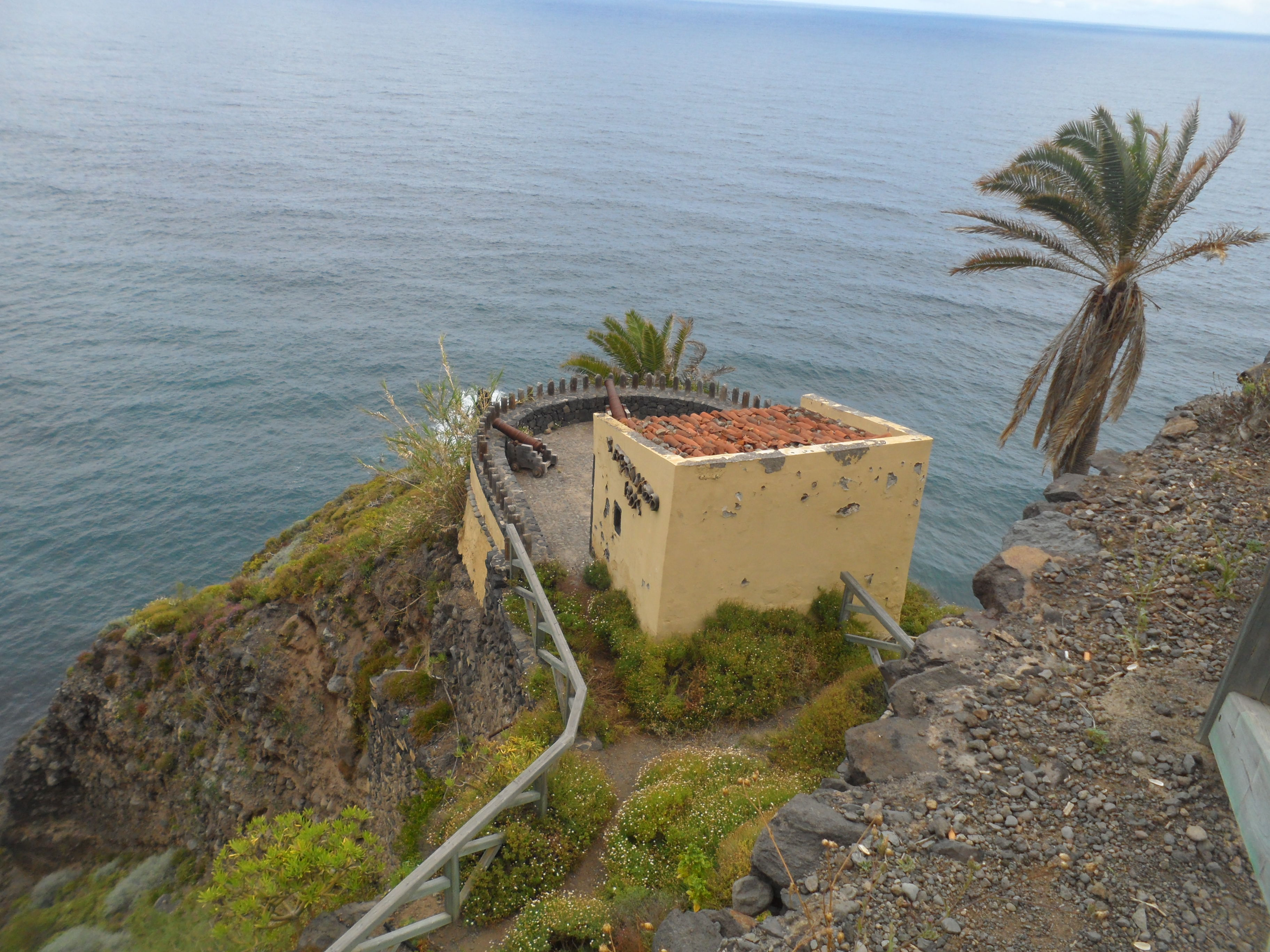
Fortín de San Fernando, en la Rambla de Castro.